# (4573) Piešťany
(4573) Piešťany es un asteroide perteneciente al cinturón de asteroides, descubierto el 5 de octubre de 1986 por Milan Antal desde el Centro Astronómico de Toruń, Toruń, Polonia.

## Designación y nombre
Designado provisionalmente como 1986 TP6. Fue nombrado Piešťany en homenaje a la ciudad eslovaca Piešťany situada junto al río Váh en la región Považic. Es el lugar donde vive el descubridor, también existe un famoso balneario.

## Características orbitales
Piešťany está situado a una distancia media del Sol de 3,039 ua, pudiendo alejarse hasta 3,242 ua y acercarse hasta 2,835 ua. Su excentricidad es 0,067 y la inclinación orbital 9,414 grados. Emplea 1935 días en completar una órbita alrededor del Sol.

## Características físicas
La magnitud absoluta de Piešťany es 11,7. Tiene 15,245 km de diámetro y su albedo se estima en 0,178.